# Cal Paraire (Bordils)
Cal Paraire és una masia de Bordils (Gironès) inclosa a l'Inventari del Patrimoni Arquitectònic de Catalunya.

## Descripció
És una antiga masia de planta rectangular estructurada en tres crugies perpendiculars a la façana amb accés central. La construcció es desenvolupa en planta baixa, pis i golfes. Les parets estructurals són de pedra morterada, amb carreus a les cantonades i en algunes obertures de la façana principal. Els sostres de la planta baixa són fets amb volta de rajol pintada i amb llunetes en els llocs on s'obren portes. Els sostres del pis també són voltes i la coberta és a dues vessants i està formada per cairats, llates i teula àrab, acabada amb u ràfec de tres fileres. Les portes interiors estan emmarcades amb carreus.
A l'interior hi ha uns arcs perpendiculars a les parets estructurals. Una reforma recent ha estat l'allargament de les dues finestres laterals del nivell de la planta baixa. En una pedra de l'arc de la porta d'entrada hi ha la inscripció: "J.M.J." i l'any 1846 a sota.